# 新艺术运动

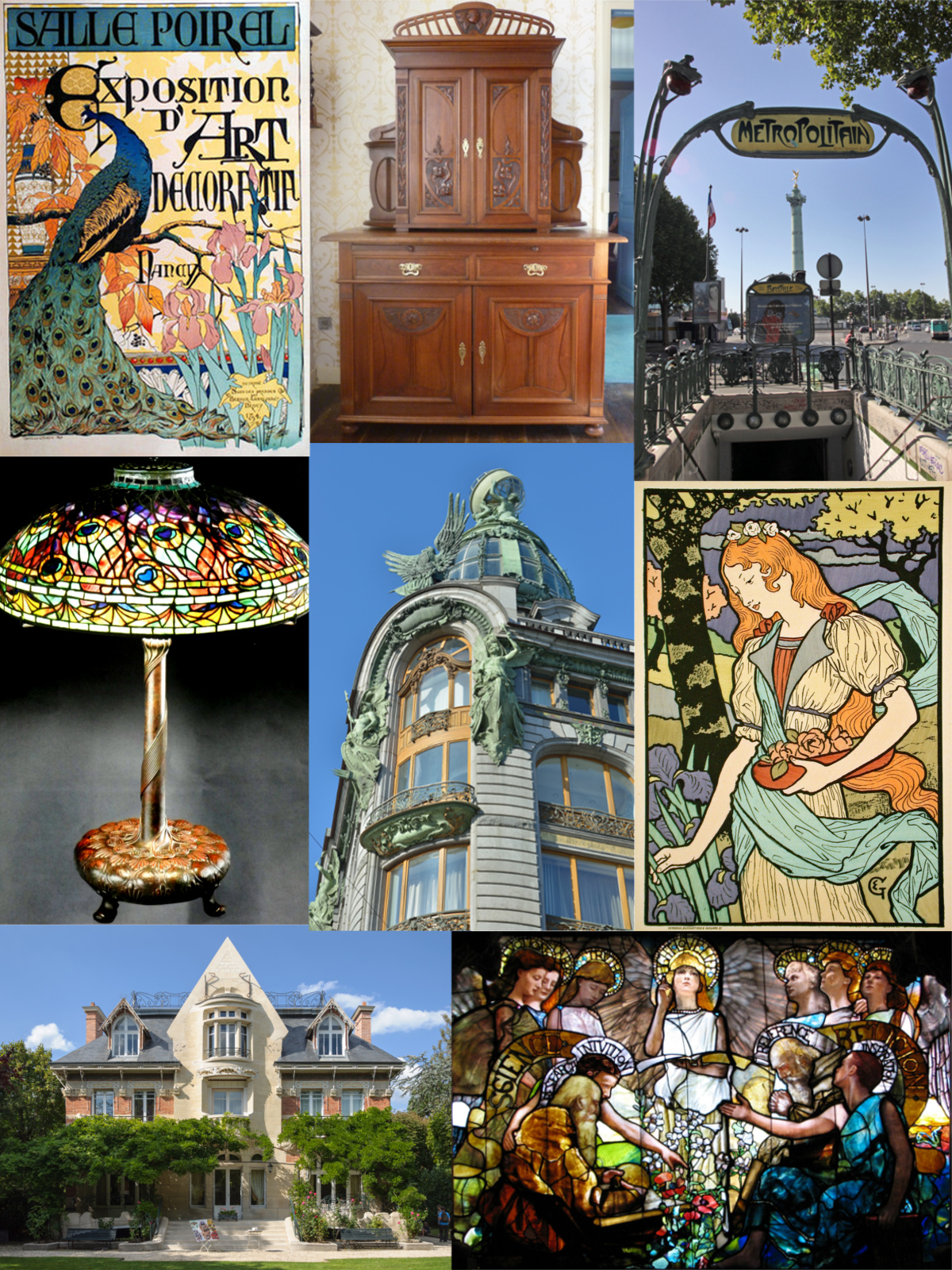
新艺术风格的繪畫作品

新艺术运动（法語：Art nouveau），又譯新藝術風格，指的是一種從19世纪末到20世纪中期广泛流行於欧美的艺术風格，在平面美學中價值較高，呈現親民的特點。該藝術上接帝政風格和新哥德風格，下啟現代主義風格。
新藝術風格的興起是對過度政治化的帝政風格，以及對黑暗尖銳的新歌特風格的一種矯正。新艺术风格摒弃立体结构，转而採用平面美學，其作品大多數都在表現人類的樂觀面、熱情面和進步面，它不採用直角和三角拼接的構圖，而採用橢圓和直線相連的構圖。
新藝術風格的出現讓歐美的“平民艺术”和“贵族艺术”第一次達到了統一。在這之前，歐美的貴族藝術和平民藝術差異巨大，平民在各種方面都劣化於貴族，但是在新藝術運動之後兩者就不再有差異，呈现出人人平等的價值觀。新藝術作品普遍數量眾多且物美價廉，對購買者沒有太大的經濟能力要求。
此風格始于19世紀晚期的1880年代，發源地為英國；19世纪末期，新藝術的傳播中心就轉移到法國的巴黎和奧地利的維也納，形成兩種不同的流派；最後於20世紀早期匯聚在捷克的布拉格，並在1905年达到顶峰。第一次世界大戰結束後，西方世界對人性的樂觀想法不再，流行的藝術風格也轉變為以“實用性”和“目的性”為主的現代主義風格。

## 名称
新艺术运动的名字源于萨穆尔·宾在巴黎开设的一间名为“新藝術之家”（Maison de l'Art nouveau）的商店，他在那里陈列的都是按这种风格所设计的产品，並且熱愛洛可可時代的美感，最終，萨穆尔·宾從當時的日本进口了巨量浮世绘风格的作品，他從這些日本藝術品中截取了平面化、卡通化、邊緣粗線條化的各種靈感，之後全歐美（包括美國和拉丁美洲）都转向了這種新藝術的设计風格。

## 簡介
新艺术运动

### 起源
羅勃特‧施穆特勒《新艺术运动》。

### 發展

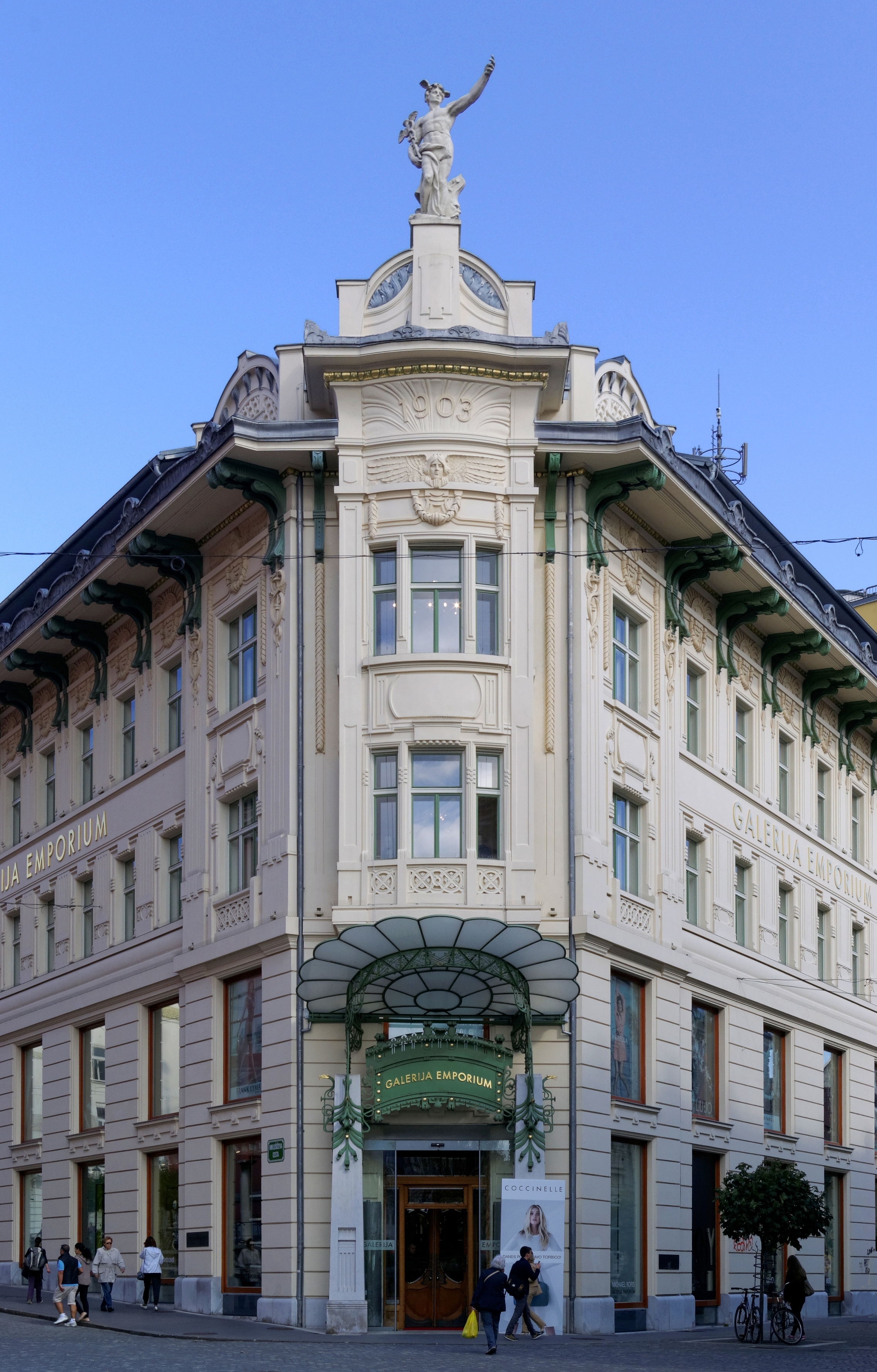
卢布尔雅那Prešeren广场的新艺术运动建筑Urbanc House

当时，它只是被简单地称为现代风格，就像洛可可风格在它那个时代的称呼一样。

### 影響
後來，很多小范围团体的互相聚集，稍微改良了当时矫饰的流行风格，形成20世纪现代主义的前奏。

#### 青年風格
其中包括因时髦的先锋派期刊《青年》（Jugend）而得名的德式青年风格（Jugendstil）。

#### 奧式分離派
奧地利的维也纳分离派运动中，高瞻远瞩的艺术家和设计师脱离主流的（一年一度在巴黎举行的）沙龙画展，而把风格一致的作品集合在一起展览，呈現直線與簡單的幾何曲線，又稱為「維也納分離派」。

#### 義式自由風

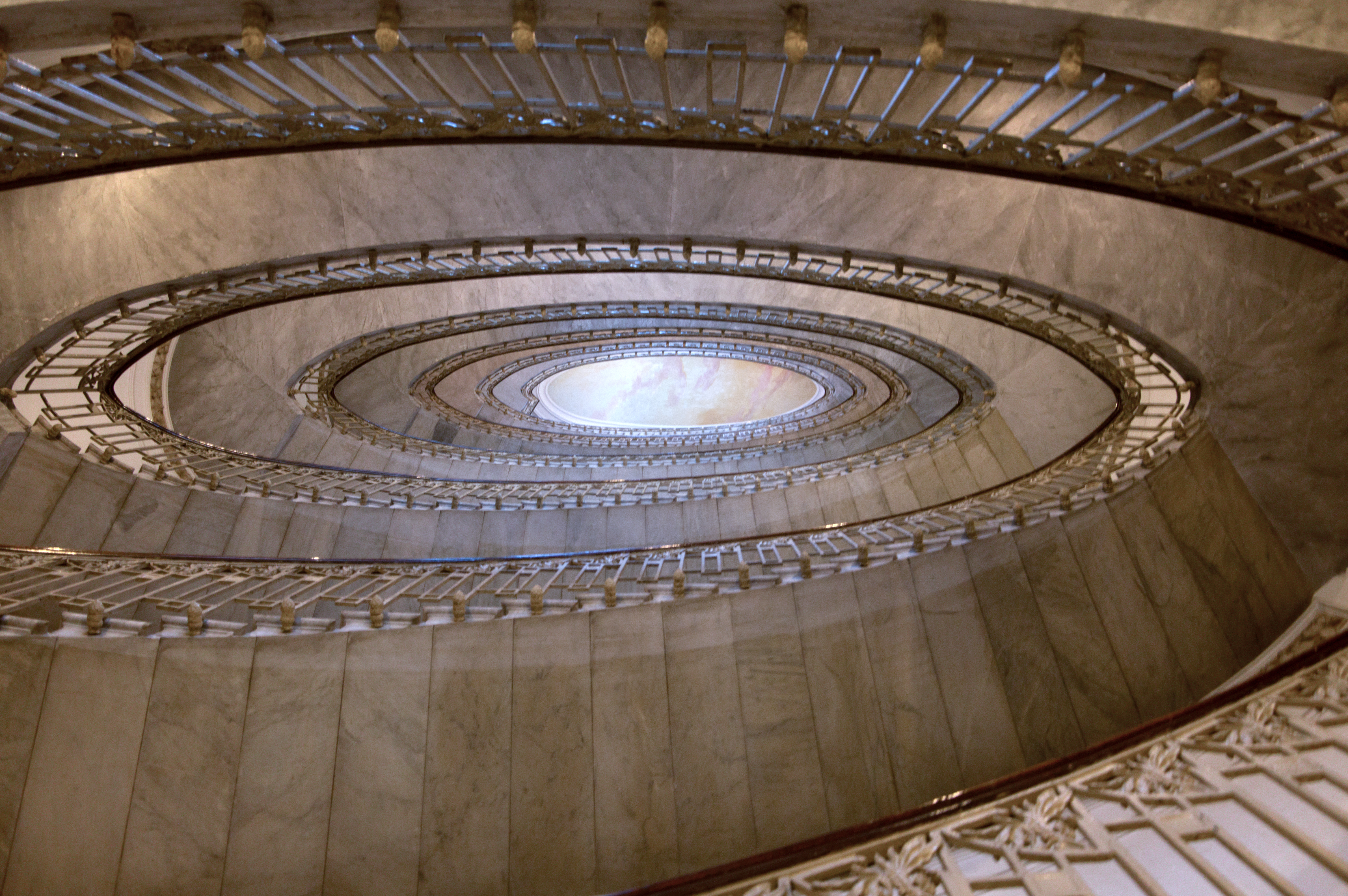
那不勒斯马纳约罗宫楼梯

新艺术运动（Arte Nuova）在意大利不同地区也被称为自由风格（Stile Liberty），现代艺术（Arte Moderna）或者花样艺术（Arte Floreale）。这种新风格具有忠实的自然主义和明显的装饰性。艺术家以大自然为灵感来源，但明显地对其进行了风格化，并通过添加花卉、火焰、贝壳、海藻、草丝、昆虫等元素来扩展其风格。“自由”风格使用英文Liberty而不是意大利文Libertà，因为这个词取自伦敦的利宝百货商场。

### 綜論
这种风格中最重要的特性就是充满有活力、波浪形和流动的线条。像是使传统的装饰充满了活力，表现形式也像是从植物生长出来。
作为一种艺术运动，它与拉菲尔前派和象征主义的画家具有某些密切的关系，就像某些名人如奥伯利·比亚兹莱（Aubery Beardsley）。可以把阿尔丰斯·慕夏（Alphonse Mucha）、爱德华·伯纳-琼斯（Edward Burne-Jones）、古斯塔夫·克林姆（Gustav Klimt）和让·图洛普（Jan Toorop）归入多于一种风格中。不像象征主义画家，无论如何，新艺术运动具有一个自己的特殊形象，而且不像保守的拉菲尔前派，新艺术运动没有躲避使用新材料、使用机器制造外观和抽象的纯设计服务。
玻璃制造使这种风格找到一个可以展示惊人表现力的领域，例如：路易斯·蒂凡尼（Louis Comfort Tiffany）在纽约的作品、艾米里·加利（Emile Gallé）和法国南锡的Daum兄弟。
新艺术运动在建筑风格和室内设计方面，避开维多利亚时代折衷的历史主义。通过新艺术运动设计师的挑选和「现代化」某些洛可可风格中萃取的元素（例如火焰和贝壳的纹理），代替从历史衍生和高维多利亚风格的根本结构或写实自然主义的装饰。新艺术运动主张运用高度程序化的自然元素，使用其作为创作灵感和扩充“自然”元素的资源，例如：海藻、草、昆虫。
相应地，其开始广泛使用有机形式、曲线，特别是花卉或植物等。日本木刻畫以其曲线、图案外观、强烈对比的空间和平坦的画面，同样启发了新艺术运动。自此以后，从在来自世界各地的艺术家作品中，都能发现其中某些线条和曲线图案成为绘画中的惯用手段。一个重要事实是新艺术运动没有像某些其它运动（例如：工艺美术运动）那样否定机器的作用，而是发挥其所长。根据材料的使用（主要是使用玻璃和锻铁），使建筑风格方面，也能找到像精雕细琢般的品质。
新艺术运动中好的一面，是其考虑了完整的风格。这意味着它无论是在建筑风格、室内设计、家具和织物设计、器皿和艺术品、灯具等方面，都有了一个等级尺度。
新艺术运动发展的最高峰是1900年在巴黎举行的世界博览会，现代风格在各方面都获得了成功。在此后十年，新风格因为在最普通的大批量产品中迅速地普及，导致新艺术运动在大约1907年以后就开始被忽视。
就像表现主义、立体派、超现实主义和装饰艺术运动那样，如今，新艺术运动被视为20世紀文化运动中最有创新力的先行者。

## 主要发展中心
- 阿姆斯特丹（荷兰）
- 奥勒松（挪威）
- 巴塞罗那（西班牙）
- 柏林（德国）
- 布鲁塞尔（比利时）
- 芝加哥（美国）
- 达姆施塔特（德国）
- 格拉斯哥（苏格兰）
- 伦敦（英国）
- 巴黎（法国）
- 慕尼黑（德国）
- 南锡（法国）
- 纽约（美国）
- 奥斯陆（挪威）
- 布拉格（捷克）
- 里加（拉脱维亚）
- 维也纳（奥地利）

## 艺术家

### 建筑
- 奥古斯特·安德（August Endel）
- 安东尼·高第（Antoni Gaudi）
- 维克多·奥塔（Victor Horta）
- 约塞夫·霍夫曼（Josef Hoffman）
- 艾克特·吉瑪（Hector Guimard）
- 查爾斯·雷尼·麥金托什（Charles Rennie Mackintosh）
- 路易·苏利文（Louis Sullivan）
- 奥托·瓦格纳（Otto Wagner）
- 朱利奥·乌利塞·阿拉塔（Giulio Ulisse Arata）

### 绘画
- 阿爾豐斯·慕夏（Alphonse Maria Mucha）
- 奥伯利·比亚兹莱（Aubrey Beardsley）
- 盖斯顿·热拉尔（Gaston Gerard）
- 爱德华·蒙克（Edvard Munch）
- 亨利·德·土鲁斯-罗特列克（Henri de Toulouse-Lautrec）
- 皮尔·波纳尔（Pierre Bonnard）
- 古斯塔夫·克林姆（Gustav Klimt）

### 家具设计
- 卡罗·布加蒂（Carlo Bugatti）
- 尤金·盖拉德（Eugène Gaillard）
- 路易·梅杰列（Louis Majorelle）
- 亨利·范·德·威尔德（Henry van de Velde）

### 玻璃器皿
- Daum Frères
- 艾米里·加利（Emile Gallé）
- 勒内·儒勒·拉利克（René Lalique）
- 路易·蒂凡尼（Louis Comfort Tiffany）

### 其它的装饰艺术
- C·R·阿什比（Charles R. Ashbee）
- 萨穆尔·宾（Samuel Bing）
- 威廉·巴拉雷（William Bradley）
- 朱尔斯·德布鲁法特（Jules Brunfaut）
- 赫曼·奥布利斯特（Hermann Obrist）
- 菲利普·沃尔弗斯（Philippe Wolfers）

### 壁画和马赛克画
- 古斯塔夫·克里姆特（Gustav Klimt）

## 外部連結
- Art Nouveau （页面存档备份，存于） Teaching resource on the Art Nouveau movement from the National Gallery of Art in Washington, D.C.
- Réseau Art Nouveau Network （页面存档备份，存于）, a European network of Art Nouveau cities
- Art Nouveau European Route （页面存档备份，存于）, a non-profit association for the international promotion and protection of Art Nouveau heritage
- Europeana virtual exhibition of Art Nouveau （页面存档备份，存于）